# Sigi Renz
Sigi Renz   (Múnic, 2 d'agost de 1938 - Ratisbona, 1 de febrer de 2025) fou un ciclista alemany, professional des del 1961 fins al 1976. Va combinar tant el ciclisme en pista com en ruta. Va aconseguir 23 victòries en curses de sis dies i tres títols europeus de Madison. També es proclamà Campió nacional en ruta el 1963.

## Palmarès en pista
- 1962
  -  Campió d'Alemanya en Persecució
- 1963
  -  Campió d'Alemanya de Madison (amb Klaus Bugdahl)
  - 1r als Sis dies de Dortmund (amb Klaus Bugdahl)
  - 1r als Sis dies de Berlín (amb Klaus Bugdahl)
- 1964
  - 1r als Sis dies de Berlín (amb Klaus Bugdahl)
- 1965
  - 1r als Sis dies de Colònia (amb Rudi Altig)
- 1966
  - Campió d'Europa de Madison (amb Klaus Bugdahl)
  - 1r als Sis dies de Dortmund (amb Rudi Altig)
  - 1r als Sis dies de Berlín 1 (amb Klaus Bugdahl)
  - 1r als Sis dies de Berlín 2 (amb Rudi Altig)
  - 1r als Sis dies de Zuric (amb Rudi Altig)
  - 1r als Sis dies de Quebec (amb Fritz Pfenninger)
- 1968
  - 1r als Sis dies de Colònia (amb Rudi Altig)
  - 1r als Sis dies de Bremen (amb Rudi Altig)
  - 1r als Sis dies d'Anvers (amb Emile Severeyns i Theofiel Verschueren)
- 1969
  - 1r als Sis dies de Gant (amb Rudi Altig)
- 1970
  - 1r als Sis dies de Berlín (amb Wolfgang Schulze)
  - 1r als Sis dies de Frankfurt (amb Jürgen Tschan)
- 1971
  - Campió d'Europa de Madison (amb Wilfried Peffgen)
  - 1r als Sis dies de Brussel·les (amb Albert Fritz)
- 1972
  - 1r als Sis dies de Colònia (amb Wolfgang Schulze)
  - 1r als Sis dies de Bremen (amb Wolfgang Schulze)
  - 1r als Sis dies de Múnic (amb Wolfgang Schulze)
  - 1r als Sis dies de Milà (amb Felice Gimondi)
- 1973
  - 1r als Sis dies de Berlín (amb Wolfgang Schulze)
  - 1r als Sis dies de Frankfurt (amb Wolfgang Schulze)
- 1974
  - 1r als Sis dies de Múnic (amb Wolfgang Schulze)

## Palmarès en ruta
- 1963
  -  Campió d'Alemanya en ruta

### Resultats al Tour de França
- 1961. Abandona